# Honschaft Rützkausen

Lage der Honschaft Rützkausen im 19. Jahrhundert

Die Honschaft Rützkausen war vom Mittelalter bis in das 19. Jahrhundert hinein eine von 14 Honschaften im Landgericht Homberg des Amtes Angermund im Herzogtum Berg.
Im Zuge einer Verwaltungsreform innerhalb des Großherzogtums Berg wurde 1808 die Bürgermeisterei Wülfrath gebildet und die Honschaft bildete im 19. Jahrhundert daraufhin eine der unteren Verwaltungseinheiten im ländlichen Außenbezirk der bergischen Bürgermeisterei im Kreis Elberfeld des Regierungsbezirks Düsseldorf innerhalb der preußischen Rheinprovinz.
Laut der Statistik und Topographie des Regierungsbezirks Düsseldorf von 1832 gehörten zu der Honschaft unter anderen die Ortschaften und Wohnplätze Auf'm Kostenberg, Im Dahl, Im obersten Leimkotten, In der Studellen und Zu Fudikars.
Das Gebiet der Honschaft Rützkausen erstreckte sich über den Nordosten der Bürgermeisterei Wülfrath, die seit 1846 eine Gemeinde gemäß der Gemeinde-Ordnung für die Rheinprovinz vom 23. Juli 1845 und seit 1856 eine Stadt gemäß der Rheinischen Städteordnung bildete.
Rützkausen ist heute eine der fünf Gemarkungen von Wülfrath. Durch das Düsseldorf-Gesetz kam 1975 ein Teil der Gemarkung Rützkausen zur Stadt Velbert.